# Hedgpethia dofleini
Hedgpethia dofleini is een zeespin uit de familie Colossendeidae. De soort behoort tot het geslacht Hedgpethia. Hedgpethia dofleini werd in 1911 voor het eerst wetenschappelijk beschreven door Loman. 